# Ернст Гесс
Ернст Гесс (нім. Ernst Hess; 8 січня 1893, Вісбаден, Німецька імперія — 23 грудня 1917, Френ, Франція) — німецький льотчик-ас, лейтенант Прусської армії.

## Біографія
Гесс покинув школу, маючи намір стати учнем інженера, але був захоплений передвоєнною «аеропланною лихоманкою», що охопила всю Європу. Отримавши 26 вересня 1913 року свій сертифікат пілота (№ 535), Гесс записався 1 жовтня в батальйон повітряних суден № 3, а 1 квітня 1914 року перейшов у 3-й польовий льотний дивізіон для підготовки на військового льотчика.
21 листопада 1914 року був направлений як унтерофіцер у 9-й льотний дивізіон, де він літав у районі фронту Лілль-Аррас. Ставши офіцером 24 червня 1915 року, Гесс домігся переведення в 62-й льотний дивізіон і був призначений у бойове командування одномісних літаків «Дуе», де служили видатні німецькі аси Освальд Бельке і Макс Іммельманн.
Потім Гесс був направлений у ескадрилью «Фоккерів» С у Шампані, а 1 липня 1915 року — в ескадрилью «Фоккерів» «Сіврі». Після наступного переведення Гесс став однією з ключових фігур 10-ї винищувальної ескадрильї, а потім служив інструктором в Німеччині. 12 червня 1917 року його перевели в 28-му винищувальну ескадрилью. 19 вересня 1917 року він очолив 19-ту винищувальну ескадрилью, а в грудні став командиром винищувальної групи 1-ї армії. До жовтня 1917 року особистий рахунок аса досяг 17 перемог.
Бойовий шлях Гесса закінчився 23 грудня 1917 року о 13:30 на схід від Френа, коли його Albatros D.Va 5347/17 був збитий. Він став першою перемогою аджюдана де Керголе з французької ескадрильї № 96. Тіло Гесса перевезли на батьківщину у Вісбаден, де він і був похований.
Всього за час бойових дій здобув 21 перемогу.

## Нагороди
- Нагрудний знак військового пілота (Пруссія) (21 листопада 1914)
- Залізний хрест 2-го і 1-го класу
- Королівський орден дому Гогенцоллернів, лицарський хрест з мечами (5 грудня 1917)